# Justin Timberlake: Live from London
Justin Timberlake: Live from London é primeiro álbum de vídeo do cantor e compositor estadunidense Justin Timberlake. Foi lançado oficialmente em 15 de Dezembro de 2003 pela editora discográfica Jive Records. As filmagens foram feitas em 18 de Maio de 2003, na London Arena.

## Faixas
| DVD |                            |         |  |
| N.º | Título                     | Duração |  |
| 1.  | "Intro"                    |         |  |
| 2.  | "Rock Your Body"           |         |  |
| 3.  | "Right for Me"             |         |  |
| 4.  | "Gone/Girlfriend/Señorita" |         |  |
| 5.  | "Nothin' Else"             |         |  |
| 6.  | "Tap Dance"                |         |  |
| 7.  | "Cry Me a River"           |         |  |
| 8.  | "Like I Love You"          |         |  |

| DVD bônus |                               |         |  |
| N.º       | Título                        | Duração |  |
| 9.        | "Tour Photo Diary"            |         |  |
| 10.       | "I'm Lovin' It" (music video) |         |  |

| Bonus Audio CD |                                       |                        |         |  |
| N.º            | Título                                | Producer(s)            | Duração |  |
| 1.             | "I'm Lovin' It"                       | The Neptunes           |         |  |
| 2.             | "Worthy Of"                           | Haggins and Barias     |         |  |
| 3.             | "Rock Your Body" (Paul Oakenfold Mix) | Predefinição:Flat list |         |  |
| 4.             | "Señorita" (Eddie Arroyo Radio Mix)   | Predefinição:Flat list |         |  |

## Desempenho nas paradas
| Paradas (2004)                             | Melhor posição |
| ------------------------------------------ | -------------- |
| Estados Unidos (Billboard Music DVD Chart) | 11             |

## Certificações
| Região                                                                                             | Certificação | Vendas                                    |
| -------------------------------------------------------------------------------------------------- | ------------ | ----------------------------------------- |
| Austrália (ARIA)                                                                                   | Ouro         | Erro de expressão: Operador * inesperado^ |
| Estados Unidos (RIAA)                                                                              | Ouro         | Erro de expressão: Operador * inesperado^ |
| Reino Unido (BPI)                                                                                  | Ouro         | 100 000^                                  |
| *números de vendas baseados somente na certificação ^distribuições baseadas apenas na certificação |              |                                           |

## Histórico de lançamento
| País           | Data                   | Gravadora | Ref.  |
| -------------- | ---------------------- | --------- | ----- |
| Alemanha       | 15 de Dezembro de 2003 | Sony      | [ 6 ] |
| Reino Unido    | 15 de Dezembro de 2003 | RCA       | [ 7 ] |
| Estados Unidos | 16 de Dezembro de 2003 | Jive      | [ 8 ] |